# Caffè Stern
Le Caffè Stern est une entreprise de restauration traditionnelle fondée à Paris en 2014 dans le passage des Panoramas, proposant de la cuisine italienne.
Le lieu correspond à un ancien siège du graveur et imprimeur Stern, datant du début du XIXe siècle, au 47 passage des Panoramas à Paris. Ce lieu a fait l’objet de plusieurs protections au titre des monuments historiques.
Le local du restaurant Caffè Stern est le plus ancien commerce de la galerie.

## Histoire
En 2014, les frères Alajmo ouvrent leur premier restaurant en France, un café vénitien, avec la collaboration de l’architecte Philippe Starck, dans le plus ancien des dix-sept passages couverts parisiens, créé en 1799, ayant survécu aux travaux du baron Haussmann au milieu du XIXe siècle.
Ce lieu a fait l’objet de plusieurs protections au titre des monuments historiques, le 7 juillet 1974 et le 10 juillet 2009.

## Description
Il est situé entre le passage des Panoramas, la galerie des Variétés et Feydeau dans le quartier Vivienne du 2e arrondissement de Paris. L'endroit fait partie des plus anciens locaux commerciaux de France,.
Au dessus se situait le premier siège de l'Académie Julian, qui fut notamment l'école des artistes les sœurs françaises Jenny et Madeleine Zillhardt, l'ukrainienne Marie Bashkirtseff et l'allemande Louise Catherine Breslau.
L'intérieur d’époqueest décoré de cuir de Cordoue, de vitraux d’origine suisse du XVIe siècle et de boiseries anciennes du XVIIe siècle ayant appartenu à l’hôtel de Rivié. Il comprend également des colonnes et des cheminées ouvragées ainsi qu’un lustre de Murano.
Une chambre forte qui a été conservée et transformée en salon privé permettait de garder les titres de banque et des documents officiels comme ceux de l’Elysée.
Ce monument historique est constitué de plusieurs petits salons en enfilades et d’une cuisine ouverte.
La carte propose les plats classiques de la gastronomie transalpine,, par le chef triplement étoilé Massimiliano Alajmo.

### Exposition
Le restaurant Caffè Stern a fait l’objet d’une exposition au Musée Carnavalet  entre le 29 mars et le 27 août 2023,.